# Bill Miller (baloncestista)
William Ralph "Bill" Miller (24 de noviembre de 1924-9 de julio de 1991) fue un jugador y entrenador de baloncesto estadounidense que disputó una temporada en la BAA. Como entrenador dirigió durante 20 años al Elon College. Con 1,91 metros de estatura, jugaba en la posición de alero.

## Trayectoria deportiva

### Universidad
Jugó durante su etapa universitaria con los Tar Heels de la Universidad de Carolina del Norte en Chapel Hill.

### Profesional
En 1948 fichó por los Chicago Stags de la BAA, donde jugó 14 partidos en los que promedió 1,0 puntos. Fue traspasado en el mes de febrero a los St. Louis Bombers, con los que acabó la temporada promediando 2,8 puntos por partido.

### Entrenador
Entre 1959 y 1979 fue el entrenador del Elon College de la NCAA, logrando 331 victorias por 225 derrotas. En 1974 fue elegido entrenador de los All-Stars de la NAIA que derrotaron a los de la NCAA por 107-78. En 1977 logró su victoria 300, siendo hoy en día el entrenador de la universidad con más victorias a lo largo de la historia.

## Estadísticas de su carrera en la BAA

### Temporada regular
| Temporada | Edad | Equipo            | Liga | Pos. | P  | TIT | MIN | TC  | TCA | %TC  | 3P | 3PA | %3P | TL  | TLA | %TL  | R.OF. | R.DEF. | REB | ASIS | ROB | TAP | PER | FP  | PTS |
| 1948-49   | 24   | TOTAL             | BAA  |      | 28 |     |     | 0.8 | 2.6 | .292 |    |     |     | 0.4 | 0.7 | .550 |       |        |     | 0.7  |     |     |     | 1.1 | 1.9 |
| 1948-49   | 24   | Chicago Stags     | BAA  |      | 14 |     |     | 0.4 | 1.6 | .217 |    |     |     | 0.3 | 0.6 | .444 |       |        |     | 0.6  |     |     |     | 1.2 | 1.0 |
| 1948-49   | 24   | St. Louis Bombers | BAA  |      | 14 |     |     | 1.1 | 3.5 | .327 |    |     |     | 0.5 | 0.8 | .636 |       |        |     | 0.9  |     |     |     | 1.1 | 2.8 |
| Total     |      |                   | BAA  |      | 28 |     |     | 0.8 | 2.6 | .292 |    |     |     | 0.4 | 0.7 | .550 |       |        |     | 0.7  |     |     |     | 1.1 | 1.9 |

### Playoffs
| Temporada | Edad | Equipo            | Liga | Pos. | P | TIT | MIN | TC  | TCA | %TC | 3P | 3PA | %3P | TL  | TLA | %TL  | R.OF. | R.DEF. | REB | ASIS | ROB | TAP | PER | FP  | PTS |
| 1948-49   | 24   | St. Louis Bombers | BAA  |      | 1 |     |     | 0.0 | 0.0 |     |    |     |     | 0.0 | 2.0 | .000 |       |        |     | 0.0  |     |     |     | 0.0 | 0.0 |
| Total     |      |                   | BAA  |      | 1 |     |     | 0.0 | 0.0 |     |    |     |     | 0.0 | 2.0 | .000 |       |        |     | 0.0  |     |     |     | 0.0 | 0.0 |